# Svalbard Global Seed Vault
Svalbard International Seed Vault (norsk: Svalbard globale frøhvelv) er en frøbank, et opbevaringssted for frø, som ligger langt inde i fjeldet på Svalbard. Her skal opbevares op til 3 millioner forskellige frøtyper fra hele verden. Frøbanken blev officielt åbnet ved en ceremoni 26. februar 2008, hvor bl.a. Wangari Maathai, Norges statsminister Jens Stoltenberg, EU-præsident José Manuel Barroso og 200 andre inviterede gæster var til stede. Genbanken drives af NordGen.
Idéen med frøbanken er at sikre det eksisterende planteliv mod forskellige katastrofer, som f.eks. atomulykker, plantesygdomme og andre store trusler, som kan udrydde planterne. De mange forskellige frø skal lagres nede i permafrosten. Her er en konstant temperatur på ca. −18° Celsius. Nedfrysning begyndte den 17. november 2007. Over 100 landes 1400 frøbanker sender dubletter af alle deres frø til Svalbard og dermed er skabt et unikt backupsystem. Dermed vil frø fra hele planeten være sikret for fremtiden.